# 海吉哈托达斯
海吉哈托达斯，是匈牙利沃什州所辖的一个村，总面积8.08平方公里，总人口161，人口密度19.9人/平方公里（2010年1月1日）。